# Walter Trampler
Walter Trampler (né le 25 août 1915 et mort le 27 septembre 1997) était un virtuose de l'alto et de la viole d'amour.

## Biographie
Né à Munich, il a commencé à étudier la musique à l'âge de six ans sous la conduite de son père, un violoniste. Dans sa jeunesse, il a parcouru l'Europe comme altiste du Quatuor Strub (de). Plus tard, il deviendra premier alto du Rundfunk-Sinfonieorchester Berlin. En 1939, il émigre aux États-Unis où il sert dans l'armée américaine pendant la Seconde Guerre mondiale. Ensuite, il retourne à la vie musicale. Il est un des membres fondateurs de la société de musique de chambre du centre Lincoln (en).
Il est connu pour son amour de la musique, du baroque à celle du XXe siècle (Luciano Berio lui a dédicacé une de ses œuvres). Il a effectué de nombreux enregistrements. En plus de ses nombreux concerts en Europe et aux États-Unis, il a enseigné à la Juilliard School, au Conservatoire de musique de la Nouvelle-Angleterre, à l'École de musique de Yale, et à l'Université de Boston.